# Onalethata Thekiso
Onalethata Thekiso (Machaneng, 14 de maio de 1981) é um futebolista botsuanense que atua como atacante.

## Carreira
Onalethata Thekiso representou o elenco da Seleção Botsuanense de Futebol no Campeonato Africano das Nações de 2012.